# 2121 Sevastopol
2121 Sevastopol este un asteroid din centura principală, descoperit pe 27 iunie 1971 de Tamara Smirnova.